# De onzichtbare verzameling
De onzichtbare verzameling is een hoorspel naar Die unsichtbare Sammlung: Eine Episode aus der deutschen Inflation (1927) van Stefan Zweig. Het werd op 31 oktober 1960 uitgezonden door de VARA, van ca. 21.25 uur tot 22.00 uur, in de pauze van Verdi's opera Nabucco. Voor de vertaling zorgde Rolien Numan en de regisseur was Cor Holst.

## Rolbezetting
- Richard Flink (Georg Reinhardt, de antiquair)
- Jacques Snoek (Herwarth Mossbach, de verzamelaar)
- Rolien Numan (Louise Mossbach, zijn vrouw)
- Sigrid Koetse (Annemarie, hun dochter)

## Inhoud
Een blinde kunstverzamelaar haalt elke dag opnieuw zijn kostbare etsen, gravures en houtsneden tevoorschijn om de bladen met tedere zorgvuldigheid te betasten. De verzameling bestaat in een dubbele zin alleen nog in zijn herinnering, want de kunstminnaar vermoedt niet dat de beste stukken door zijn vrouw en dochter zijn verkocht en door blanco vellen papier werden vervangen. Zijn ongebroken hartstocht richt zich op een schat die reeds lang in alle windrichtingen is verspreid en nog enkel in zijn fantasie aanwezig is.